# راي برايس (كاتب خطابات)
راي برايس (بالإنجليزية: Ray Price)‏ هو كاتب خطابات أمريكي، ولد في 6 مايو 1930 في نيويورك في الولايات المتحدة، وتوفي في 14 فبراير 2019 بسبب أمراض دماغية وعائية.